# Geitonoplesium angustifolium
Geitonoplesium angustifolium là một loài thực vật có hoa trong họ Philesiaceae. Loài này được (J. Mill. ex Aiton) K. Koch miêu tả khoa học đầu tiên năm 1854.